# Veneux-les-Sablons
Veneux-les-Sablons är en kommun i departementet Seine-et-Marne i regionen Île-de-France i norra Frankrike. Kommunen ligger i kantonen Moret-sur-Loing som tillhör arrondissementet Fontainebleau. År 2018 hade Veneux-les-Sablons 4 696 invånare.

## Befolkningsutveckling
Antalet invånare i kommunen Veneux-les-Sablons
| Referens: INSEE |